# Рябчук Євгеній Валерійович
Євге́ній Вале́рійович Рябчу́к (нар. 4 червня 1988 — пом. 16 лютого 2017, Київ, Україна) — український футболіст, футзаліст, гравець у пляжний футбол. Переможець Євроліги 2016 року.

## Біографія
Довгий час захищав кольори команди ВМУРОЛ «Україна», з якою ставав чемпіоном й найкращим бомбардиром студентського чемпіонату Києва з футболу (2010 р.).
Сезон 2012/13 провів у команді «ФарсіФарм», яка виступала у групі «Київ» другої ліги чемпіонату України з футзалу.
2015 року переїхав до Польщі. Почав там свою кар'єру у команді «Жирардов'янка». Пізніше поєднував виступи у футболі за дубль «Пелікана», у футзалі за «Торелюшу» з Ловіча, а у пляжному футболі за ФК «Лодзь» з однойменного міста. З «Лодзем» Рябчук виграв Кубок Польщі.
11 січня 2016 року взяв участь у благодійному футзальному турнірі «Зірки на Різдво», де був визнаний найкращим гравцем.
У січні 2017 року у Рябчука діагностували саркому печінки. Після цього він переніс складну операцію, а потім проходив курс хіміотерапії.

### Смерть
За кілька днів до смерті Рябчук приїхав з клініки в Німеччині, де проходив лікування, в Лович і майже одразу повернувся в Україну, де провів останні два дні свого життя в товаристві близьких і родичів.

### Похорон
Прощання та поховання відбулося 18 лютого 2017 року на Північному кладовищі у місті Києві.

## Вшанування пам'яті
Його ігровий номер 4 закріпили за ним навічно у ФК «Лодзь».
Його ігровий номер 18 навічно закріплений за ним у збірній України з пляжного футболу. Також щороку проводиться Кубок пам'яті Євгена Рябчука.

## Нагороди і досягнення
БРР
 Чемпіон України: 2008

 «Євроформат»
 Чемпіон України: 2011

 Бронзовий призер чемпіонату України: 2012
 «Artur Music»
 Срібний призер чемпіонату України: 2016
 Збірна України
 Переможець Євроліги: 2016

 Переможець турніру BSWW Kyiv Cup 2012

 Срібний призер Кубка Дружби (Білорусь): 2013 р.